# Floris Wortelboer
Floris Wortelboer (4 augustus 1996) is een Nederlands hockeyer die uitkomt voor HC Bloemendaal uit Bloemendaal. 
In seizoen 2017-2018 maakte Wortelboer, een verdediger, de overstap van Den Bosch.

## Oranje
Wortelboer maakte zijn debuut bij het Nederlands elftal op 18 juni 2017 in Londen in de Hockey World League en heeft inmiddels tientallen interlands achter zijn naam staan als verdediger en middenvelder. Tijdens de Olympische Spelen van 2024 in Parijs behaalde Wortelboer met zijn team goud in een spannende finale tegen Duitsland.

### Olympische Spelen
- – Parijs 2024

Seve van Ass ·  
Lars Balk ·  
Koen Bijen ·  
Pirmin Blaak ·  
Justen Blok ·  
Thierry Brinkman ·  
Jorrit Croon ·  
Thijs van Dam ·  
Jonas de Geus ·  
Steijn van Heijningen ·  
Tjep Hoedemakers ·  
Jip Janssen ·  
Floris Middendorp ·  
Joep de Mol ·  
Duco Telgenkamp ·  
Derck de Vilder ·  
Floris Wortelboer ·  
Steijn van Heijningen (invaller) ·  
Tijmen Reyenga (invaller) ·
Coach: Jeroen Delmee